# Guineu de l'estepa
La guineu de l'estepa (Vulpes corsac) és un cànid que viu a les estepes i estepes desèrtiques del nord-est d'Àsia, des de Mongòlia, el sud de Rússia i el nord de Manxúria fins a l'Afganistan i l'Iran. Té el pelatge gris i amb tonalitats castanyes o vermelloses i argentades. Té una llargada corporal de 50-60 cm, i la cua en fa 22-35. Té les dents relativament petites en comparació amb altres guineus.